# Thiện Hòa
Thiện Hòa là một xã thuộc tỉnh Lạng Sơn, Việt Nam.
Xã Thiện Hòa có diện tích 85,08 km², dân số năm 1999 là 3.050 người, mật độ dân số đạt 36 người/km².
Theo thống kê năm 2019, xã Thiện Hòa có diện tích 85,08 km², dân số là 3.008 người, mật độ dân số đạt 35 người/km².